# Acis (gud)

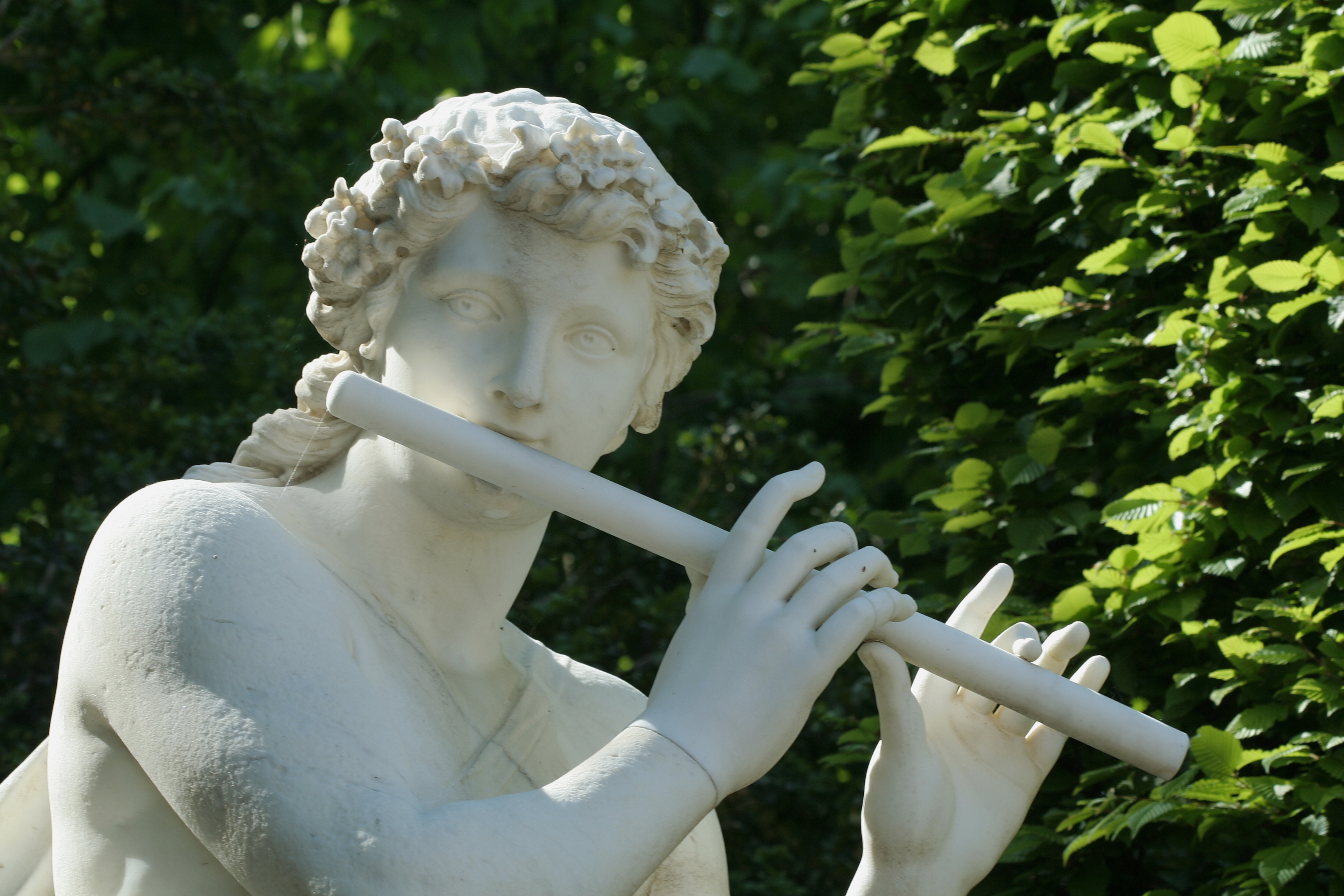
Acisskuptur i Versailles

Acis är en flodgud, son till Faunus och flodnymfen Symaethis, enligt grekisk-romersk mytbildning. På grund av havsnymfen Galateas kärlek till Acis blev han dödad vid foten av berget Etna av den svartsjuke cyklopen Polyfemos. Polyfemos slungade ett klippblock mot Acis som krossades för att därefter förvandlas till flodgud.
Legenden om Acis och Galatea beskrivs i Ovidius metamorfoser.
En flod på Sicilien, känd för sitt svala vatten, hette under antiken Acis.